# Zilla Slab
 Zilla Slab es una tipografía de serifa slab de código abierto y de uso libre encargada por la Fundación Mozilla como parte de su proceso de rebranding desde mediados del 2016 hasta el 2017. Fue diseñado en 2017 por Peter Biľak y Nikola Djurek, diseñadores tipográficos de la empresa diseñadora de tipos Typotheque. Su diseño está basado en la fuente Tesla Slab,  también diseñada por Typotheque. Su variante, Zilla Slab Highlight, presenta una única ligadura en su peso en negrita, donde la secuencia de caracteres "ill" se convierten en "://", intencionadamente para el uso de la marca estilizada de Mozilla como "Moz://a".  . 

## Usos
Zilla Slab se utiliza como la fuente de la marca denominativa de la Fundación Mozilla, incluida en su logotipo, así como en los logotipos de otros productos y proyectos, como MDN Web Docs y Common Voice.
A partir del 21 de febrero del 2018, la Universidad de Ohio comenzó a usar la fuente Zilla Slab como su fuente secundaria.

## Disponibilidad
Zilla Slab está disponible en GitHub, Google Fonts y a través del CDN de Mozilla.
Su variante, Zilla Slab Highlight, también se encuentra disponible en el mismo repositorio de GitHub y en Google Fonts.